# زويا فيودوروفا
زويا فيودوروفا هي ممثلة (وحملت سابقاً جنسية الإمبراطورية الروسية والاتحاد السوفيتي)، ولدت في 8 ديسمبر 1907 في سانت بطرسبرغ في روسيا، وتوفيت في 11 ديسمبر 1981 في موسكو في روسيا. من الجوائز التي نالتها جائزة الاتحاد السوفيتي الحكومية ووسام الراية الحمراء للعمل.

## جوائز
- جائزة الاتحاد السوفيتي الحكومية
- وسام الراية الحمراء للعمل
- وسام العمل الشجاع في الحرب الوطنية العظمى 1941-1945
- ميدالية العامل المخضرم [الإنجليزية]‏

## وصلات خارجية
- زويا فيودوروفا على موقع IMDb (الإنجليزية)
- زويا فيودوروفا على موقع أول موفي (الإنجليزية)
- زويا فيودوروفا على موقع قاعدة بيانات الفيلم (الإنجليزية)
- زويا فيودوروفا على موقع كينوبويسك (الروسية)